# Балаян, Сурен Богданович
Сурен Богданович Балаян (1907 — 1939) — деятель органов государственной безопасности, руководитель Центральной школы ГУГБ НКВД, капитан государственной безопасности.

## Биография
Родился в армянской семье служащих, получил среднее образование (по другим данным низшее образование). В Красной армии с 1920, участник Гражданской войны на Закавказье. Член ВКП(б) c 1926, в органах государственной безопасности с 1928. В сентябре 1933 являлся заместителем начальника политического отдела ГУ РКМ. С 15 октября 1936 заместитель начальника отдела кадров НКВД СССР, по совместительству c	28 октября того же года начальник Центральной школы ГУГБ НКВД. Проживал в Доме на набережной. Арестован 3 сентября 1938. Военной коллегией Верховного суда СССР по обвинению в участии в контрреволюционной террористической организации приговорён к ВМН, а на следующий день расстрелян на территории Донского крематория. Посмертно реабилитирован ВКВС СССР 6 августа 1955.

### Звания
- капитан государственной безопасности.

### Награды
- знак «Почётный работник ВЧК-ОГПУ (XV)» (20 декабря 1933);
- медаль «XX лет РККА» (15 октября 1938), посмертно вычеркнут из указа о награждении.[1]